# Marceli Struszyński

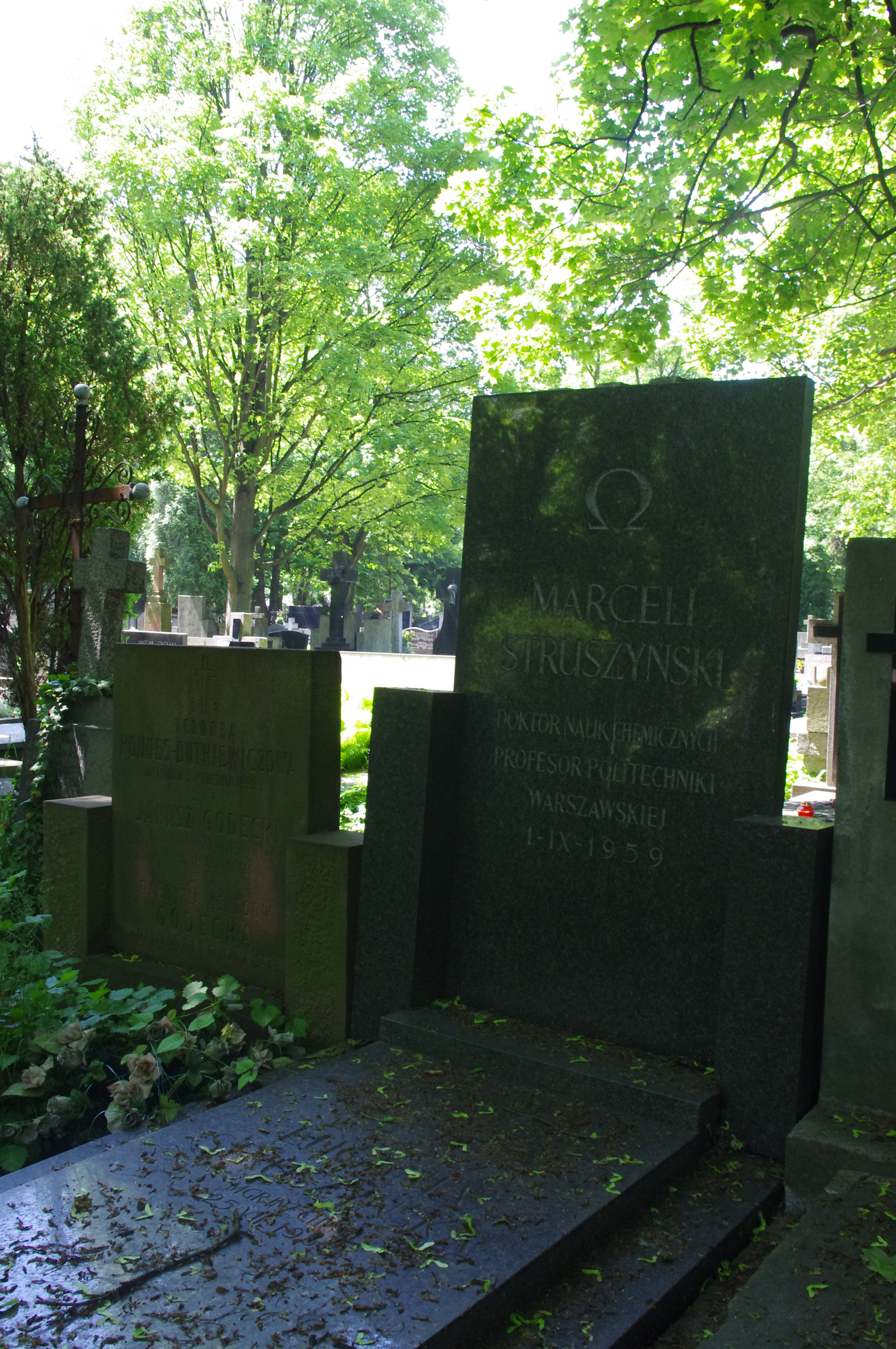
Grób chemika Marcelego Struszyńskiego na cmentarzu Powązkowskim w Warszawie

Marceli Struszyński (ur. 4 stycznia?/16 stycznia 1880 w Winnicy, zm. 1 września 1959 w Warszawie) – chemik analityk, twórca polskiej szkoły chemii analitycznej. Profesor Politechniki Warszawskiej w latach 1938–1939 i 1945–1959. 

## Życiorys
Syn Stefana i Rozalii z domu Domosławskiej. W 1903 ukończył studia w Instytucie Technologicznym w Charkowie uzyskując tytuł chemika-technologa. Po studiach rozpoczął pracę jako kontroler celny w Komitecie Giełdowym w Moskwie, gdzie zajmował się głównie analizą surowców dla przemysłu włókienniczego. W kolejnych latach pracował także w Instytucie Chemiczno-Bakteriologicznym, gdzie po pewnym czasie rozpoczął prowadzenie wykładów i ćwiczeń. Prace badawcze Struszyńskiego w tym okresie koncentrowały się na analizach przemysłowych i sądowniczych. Kolejnym miejscem pracy był Moskiewski Instytut Gospodarstwa Wiejskiego. Jednocześnie rozpoczął działalność wśród moskiewskiej Polonii, skupionej wokół powstałego w 1906 roku Domu Polskiego. Z tego okresu datuje się znajomość z innym wybitnym fizykochemikiem Wojciechem Świętosławskim. 
Zaraz po odzyskaniu w 1918 roku przez Polskę niepodległości przeniósł się do Warszawy, gdzie początkowo (1919) pracował jako analityk w Instytucie Przemysłu Fermentacyjnego. Bardzo szybko został asystentem w Katedrze Technologii Chemicznej na Wydziale Chemii Politechniki Warszawskiej. Od 24 lipca 1938 był profesorem nadzwyczajnym analizy technicznej i towaroznawstwa na Wydziale Chemii PW. Prowadził badania z różnych dziedzin analizy chemicznej. Opracował oryginalny podział anionów na grupy analityczne.
W czasie II wojny światowej uczestniczył w tajnym nauczaniu. Ponadto współpracował z Armią Krajową prowadząc badania nad materiałami pirotechnicznymi, jak też uczestnicząc w produkcji tych materiałów. W ramach tej działalności dokonał też spektakularnej analizy paliwa znalezionego w przejętej w 1944 roku rakiecie V2. Struszyński ustalił, że w rakiecie stosowany był nadtlenek wodoru o niespotykanym wówczas w świecie stężeniu 80%. Części V2 oraz wyniki analiz zostały dostarczone do Wielkiej Brytanii 26 lipca 1944 roku w ramach akcji Most III.
Po zakończeniu wojny wrócił na Politechnikę Warszawską, gdzie kontynuował prace dotyczące metod analitycznych. W 1948 uzyskał tytuł profesora zwyczajnego.
Ojciec elektronika Wacława Struszyńskiego.
Spoczywa na cmentarzu Powązkowskim w Warszawie (kwatera 239-3-6).
Materiały archiwalne Marcelego Struszyńskiego znajdują się w PAN Archiwum w Warszawie pod sygnaturą III-115.

## Ważniejsze publikacje książkowe
- Analiza techniczna (1946)
- Analiza ilościowa i techniczna (t. 1–3 1947–50)
- Jakościowa analiza organiczna (1960)
- Jakościowa analiza nieorganiczna (1960)

## Ordery i odznaczenia
- Krzyż Oficerski Orderu Odrodzenia Polski (29 września 1955)[4]
- Złoty Krzyż Zasługi (19 marca 1937)[5]

## Upamiętnienie
- Nazwisko Marcelego Struszyńskiego zostało umieszczone na pomniku poświęconemu akcji V1 i V2 odsłoniętym w 1991 przed gmachem Wydziału Elektroniki i Technik Informacyjnych Politechniki Warszawskiej[6].